# Dub letní v Podmoklech
Dub letní v Podmoklech je památný strom jižně od obce Podmokly. Dub letní (Quercus robur L.) roste pod Kotalovskými Dvory u polní cesty, po které vede modrá turistická značka, jeho stáří se odhaduje na 260 let. Strom je vysoký 29 m, výška koruny dosahuje 26 m, šířka koruny 18 m, obvod kmene 390 cm (měřeno 2003). Jeho zdravotní stav je dobrý, kmen je bez viditelného poškození, úžlabí ve výšce 2,5 m. Koruna je pravidelná, bohatě rozrostlá, má 5 hlavních větví a více větví nižšího řádu, olistění je husté, fyziologické (šetření 2009). Byl doporučen řez každých 5 let a pravidelná kontrola dutin. Dub je chráněn od 8. listopadu 2003 jako esteticky zajímavý strom, krajinná dominanta, významný vzrůstem.